# یواس‌اس براون (اس‌پی-۱۰۵۰)
یواس‌اس براون (اس‌پی-۱۰۵۰) (به انگلیسی: USS Brown (SP-1050)) یک کشتی بود که طول آن ۱۰۳ فوت (۳۱ متر) بود. این کشتی در سال ۱۸۷۵ ساخته شد.